# Mario Roy
Pour les articles homonymes, voir Roy.
Mario Roy est un journaliste et un éditorialiste québécois né en 1951 à Québec et mort le 5 mai 2022 à Montréal,. Il a écrit dans le journal La Presse entre 1981 et 2014.

## Biographie
Mario Roy a longtemps été le responsable de la section Arts et spectacles du journal. Il est ensuite passé à la section Livres. En 1991, il publie Gerry Boulet. Avant de m'en aller, une biographie détaillée sur le chanteur Gerry Boulet qui servira de base au scénario du film Gerry réalisé par Alain DesRochers en 2011. Il a également fait paraître un roman, Cité, en 1997.
Devenu éditorialiste de la Presse, avec André Pratte, dans les années 2000, il s'est opposé à la deuxième guerre d'Irak tout en critiquant Saddam Hussein, ce qui lui a valu d'être menacé par les Entartistes.
Dans ses éditoriaux dont la ligne politique est le centre droit, il défend notamment une laïcité à la française pour le Québec, réprouvant tout usage de symboles religieux en dehors de la sphère privée, et dénonçant le port du kirpan.

## Publications
- 1980 : Le Pendu de Chicoutimi
- 1991 : Gerry Boulet. Avant de m'en aller
- 1993 : Pour en finir avec l'antiaméricanisme
- 1997 : Cité